# آنری گانس
آنری گانس (فرانسوی: Henri Gance‎؛ ۱۷ مارس ۱۸۸۸ – ۲۹ نوامبر ۱۹۵۳) وزنه‌بردار اهل فرانسه بود.
وی در مسابقات کشوری و بین‌المللی در مجموع برندهٔ ۱ مدال طلا شده‌است.